# Christoph Lüthardt

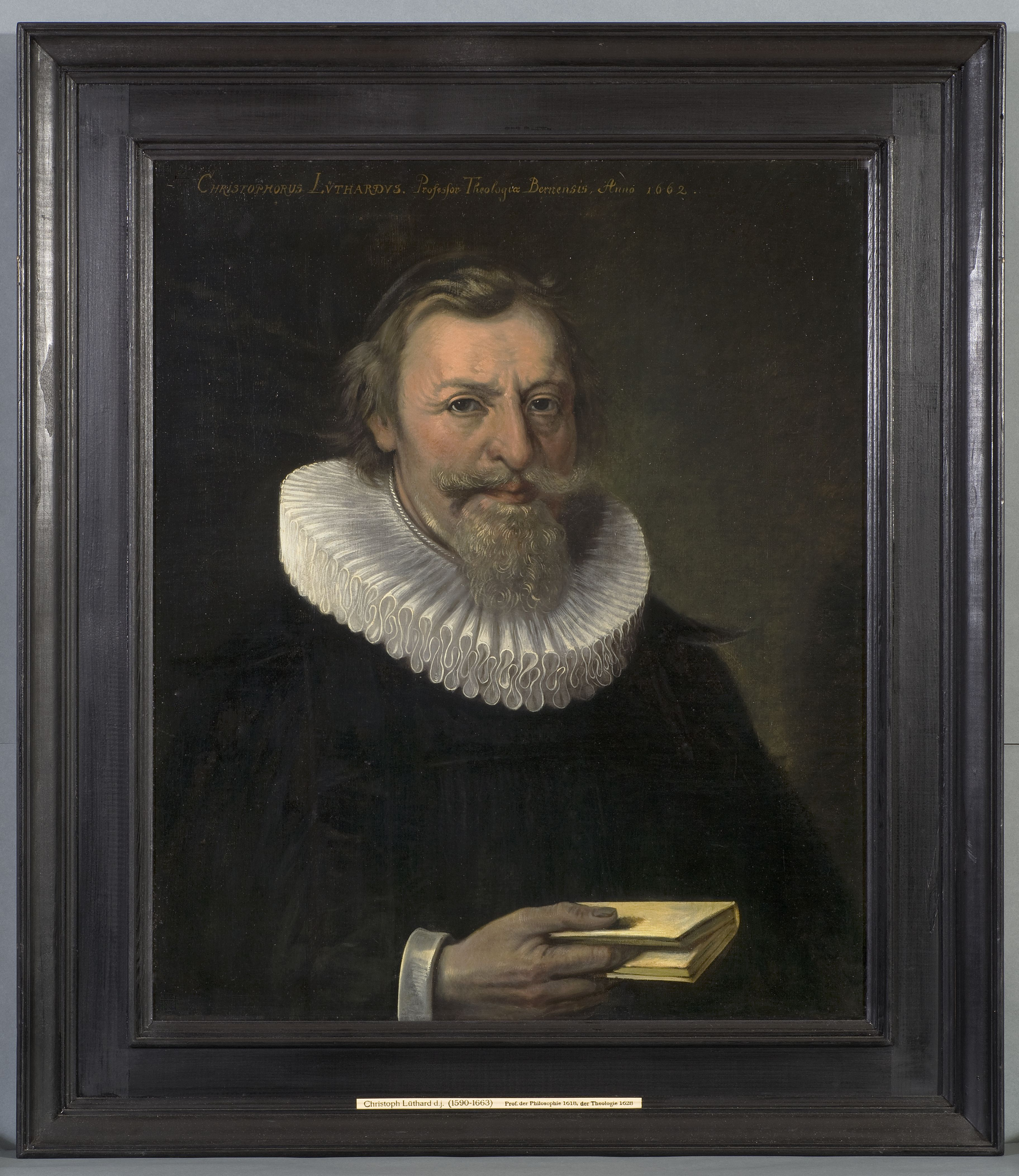
Porträt von Christoph Lüthardt (1590–1663), Öl auf Leinwand (1662)

Christoph Lüthardt, auch Christopherus Luthardus (* 20. April 1590 in Aarberg; † 1. Februar 1663 in Bern) war ein Schweizer evangelischer Geistlicher und Hochschullehrer.

## Leben

### Familie
Christoph Lüthardt war der Sohn seines gleichnamigen Vaters Christoph Lüthard (* 1562 in Zweisimmen; † 10. Oktober 1622), Pfarrer in Köniz, Aarberg, am Berner Münster und Dekan in Bern und dessen Ehefrau Ursula (geb. Ging); er hatte noch sechs Geschwister. Sein Grossvater Christoph Lüthardt (1530–1577), der an der Pest verstarb, war einer der gelehrtesten Pfarrer auf bernischem Gebiet. Die Familie stammte mit hoher Wahrscheinlichkeit von Johannes Lüthard, einer der ersten Verfechter der Reformation in Basel, ab.
Christoph Lüthard war in erster Ehe seit 11. März 1616 mit Katharina (* 22. November 1598 in Bern; † vor 1629), Tochter von Petermann Haller (1575–1623), Schultheiss in Thun und Gubernator zu Aelen, verheiratet; gemeinsam hatten sie drei Kinder:
- Christoph Lüthardt (* 17. Mai 1619 in Bern), Provisor in Bern;
- Dorothea Lüthardt (* 21. Oktober 1621 in Bern), verheiratet mit Hans Rudolf Zeender (* 30. August 1612 in Thun), Zeugwart, Inselmeister und Stiftschaffner in Zofingen;
- Katharina Lüthardt (* 12. Januar 1626 in Bern; † 1704), verheiratet in erster Ehe mit Beat Ludwig Berseth (1626–1691), Schultheiss in Burgdorf, Bauherr und Spitalschreiber. In zweiter Ehe war sie mit Bernhard Tscharner (1612–1695), Grossweibel, Vogt in Romainmotier und Vogt in Lausanne.

In zweiter Ehe war er seit 1629 mit Katharina (geb. Krieg) verheiratet, gemeinsam hatten sie einen Sohn:
- Daniel Lüthardt (* 17. Oktober 1630).

### Werdegang
Er immatrikulierte sich an der Hohen Schule in Bern und studierte dort sowie 1614 an der Universität Heidelberg Theologie. 1615 wurde er Lateinlehrer in Thun, bevor er 1619 als Professor für Philosophie an die Hohe Schule Bern berufen wurde, dort wurde er 1628 Professor für Theologie und 1629 Rektor der Hohen Schule. Er verschaffte unter anderem Johann Heinrich Hummel ein Stipendium academicum, dass diesen zum Besuch fremder Universitäten berechtigte.

### Öffentliches und schriftstellerisches Wirken
Christoph Lüthard setzte sich für eine Schulreform ein und unternahm 1653 verschiedene Vermittlungsversuche im Bauernkrieg, so am 14. Mai 1653, gemeinsam mit Johann Heinrich Hummel, bei einem Treffen in Huttwil. Im gleichen Jahr begleitete er auch mit Johann Heinrich Hummel und Johannes Duraeus, die die Pläne Oliver Cromwells zur Einigung der lutherischen und protestantischen Staaten unterstützten, nach Aarau, Zürich und Basel.
Von ihm sind fast ausschliesslich lateinische Schriften überliefert, so die Ethica sacra über das Berufsethos des Pfarrers und die Oeconomia sacra, in der er das Zusammenleben in Familie und Gemeinde abhandelte. Die klar gegliederten Schriften sind wichtige Quellen für die damalige Pfarramts- und Chorgerichtspraxis. In der Ars concionandi gab er 1662 Anweisungen zum Predigeramt. In der postum veröffentlichten Schrift Disputatio theologica erläuterte er eingehend die Vorgeschichte der Reformation, die Berner Disputation und deren Schlussreden.

## Schriften (Auswahl)
- Assertio veritatis evangelicae, hoc est, articulorum verae et orthodoxae religionis : ex Scripturis Sanctis solidè demonstrata declaratio / sub praesidio Dn. Emmanuelis Zenderi, praeceptoris sui honorandi; a Christophoro Luthardo, Helv. Bernate. Bernae: Abrahamus Weerlinus, 1617.
- Ethicae sacrae libri duo: in quibus virtutes, quae ad utramqu decalogi tabulam pertinent, perspicuè & methodicè proponuntur, sacrisq tum testimoniis, tum exemplis (rejectis profanis) confirmantur, & illustrantur / à Christophoro Luthardo, in Schola Bernensi SS. Theologiae professore. Bernae: Typis Stuberianis, 1631.
- Oeconomia sacra, hoc est familiae recte et sancte administrandi systema methodicum. Bernae, 1637.
- Theologischer Discurs von nothwendiger Aufferziehung der Jugend, beydes in göttlicher und civilischer Stucken Erkandtnuss / gehalten in ansehenlicher Versamblung der Solennitet der Schul-Promotion zu Bern, den 2. Mai 1639 durch Christopherum Lüthhardum, theologischer Facultet Professoren. Bern: Steffan Schmid, 1639.
- Parallelorum evangelicorum seculi I, II, III nuper a Johanne Harscher: societatis Jesu et controversarium fidei in schola Friburgensi apud Helvetios professore, in lucem editorum, castigatio. Bernae, 1646.
- Antwort auff die Unlengst zu Freyburg in Uchtland Ausgangene Schutz-Schrifft. G. Sonnleitner, 1652.
- Analysis hermeneutica orationis dominicae: brevibus aphorismis tradita & examini exposita / à Christophoro Luthardo; respondente Samuele Nollio. Bernae: illustrissimae Reipublicae Bernensis typographus, Georgius Sonnleitnerus, 1654.
- Idea christianismi: seu symbolum apostolicum analysi brevi et justa explicatum. Bern 1657.
- Positiones theologicae de gratuita hominis peccatoris ad vitam aeternam electione / quas praeside Christophoro Lüthardo publico eruditorum submittit examini Christianus Cambrinus, Bernensis, a. & resp. ad diem 27. Maii. Bernae: illustrissimae Reipublicae Bernensis typographus, Georgius Sonnleitnerus, 1658.
- Theses theologicae anaskeuastikai de evangelio / quas in illustri Bernensium gymnasio praeside Christophoro Lüthardo placidae syzētēsei subiicit Fridericus Gysius  ad diem 10. Februarii. Bernae: illustrissimae Reipublicae Bernensis typographus, Georgius Sonnleitnerus, 1659.
- Ars concionandi, certis aphorismis comprehensa: in quibus quicquid ad varias methodi concionandi species, textualem, articulatam, dogmaticam, item quicquid ad methodi partes, exordium, propositionem, confirmationem, epilogium, aut cuiusvis textus ad usus applicationem pertinet, distinctè docetur. Bernae: apud Georgium Sonnleitnerum, 1662.
- Disputationis Bernensis seu decem conclusionum in disputatione Bernae Helv. anno MDXXIIX. omnibus in territorio Bernensi & vicinis ad examinandum propositarum explicatio, et contra adversarios, praecipue Iacobum Schuler defensio: cum descriptione anni urbis conditae, situs, augmenti reipubl. vitae clericorum, causarum mutatae religionis, disputationis, synodi Bernae habitae, turbatae ecclesiae ab Hubero & Alberio. Bern 1660.